# Жінки ку-клукс-клану

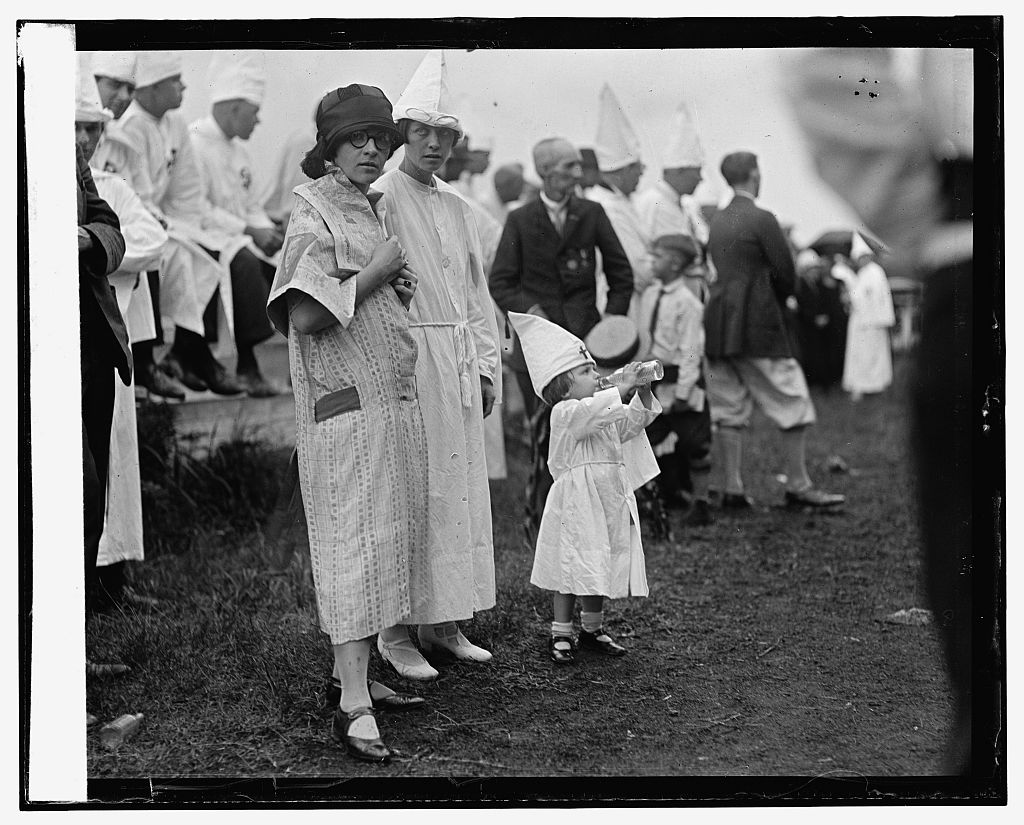
Джейн Снайдер на заході ККК, 8 вересня 1925 року

Жінки Ку-клукс-клану (ЖKKK), також відомі як Жіночий Ку-клукс-клан та Дами Невидимої Імперії, дотримувалися багатьох політичних та соціальних ідей Ку-клукс-клану, але функціонували як окрема гілка національної організації зі своїми власними діями та ідеями. Хоча більшість жінок зосереджувалися на моральних, громадянських та освітніх програмах Клану, вони також брали активну участь у вирішенні питань раси, класу, етнічної приналежності, статі та релігії. Жінки з ККК боролися за освітні та соціальні реформи, як і інші прогресивні реформатори, але з крайнім расизмом і нетерпимістю. Особливо помітна у 1920-х роках, ЖKKK існувала в кожному штаті, але її найсильніші осередки були в Огайо, Пенсильванії, Індіані та Арканзасі. Вступати до Ку-клукс-клану могли білі, уродженки США, протестантки віком від 18 років. Жінки Клану відрізнялися від кланівців насамперед своєю політичною програмою, яка передбачала включення расизму, націоналізму, традиційної моралі та релігійної нетерпимості в повсякденне життя через переважно ненасильницьку тактику.

## Історія

### Перша Хвиля
Перша хвиля ККК розпочалася в середині 1860-х років, її співзасновницею була Розі Чаппелл, вона тривала десять років. Хоча жінки не були членами організації, їх часто використовували як символ расової та сексуальної вищості і захищали чоловіки ККК. Деякі жінки допомагали шити костюми Клану, а інші дозволяли чоловікам позичати свій одяг для маскування. Однією із заявлених цілей Клану в першій хвилі було те, що "жінки, подруги, вдови та їхні сім'ї завжди будуть особливими об'єктами нашої уваги та захисту", що стосувалося лише білих жінок. Чорношкірі та білі жінки низького класу, а також білі жінки, яких вважали розпусними, часто ставали жертвами зґвалтувань і нападів, оскільки члени Клану вважали їх "позбавленими чеснот".

### Друга Хвиля
Друга хвиля почалася на початку 1920-х років. У 1923 році "Жінки Ку-клукс-клану" були сформовані як допоміжна група Ку-клукс-клану зі штаб-квартирою в Літл-Рок, штат Арканзас. Згодом "Жінки Ку-клукс-клану" стали незалежними від Ку-клукс-клану. Після здобуття незалежності членство в ЖKKK налічувало близько 125 000 осіб. За чотири місяці, як стверджували жінки Ку-клукс-клану, їхнє членство подвоїлося до 250 000, а до листопада 1923 року у тридцяти шести штатах існували осередки жінок Ку-клукс-клану. Як і Ку-клукс-клан, вони були антиєврейськими, антикатолицькими, антиіммігрантськими та античорними. Хоча вони не були такими жорстокими, як їхні чоловічі колеги, ККК, вони іноді вдавалися до насильницької тактики. Подібно до оригінального Ку-клукс-клану, жінки Ку-клукс-клану опублікували своє власне кредо, або "Кредо", у 1927 році, в якому були викладені цілі та переконання організації. До кінця десятиліття Ку-клукс-клан стрімко розпався внаслідок економічної депресії, внутрішніх баталій та фінансових скандалів.
У 1920-х роках жінки допомагали Ку-клукс-клану поширювати свою діяльність по всій країні. ЖKKK функціонувала окремо від ККК, але приєднувалася до них на парадах, громадських заходах та періодичних зустрічах. Щоб отримати право на членство, потрібно було бути уродженкою США, білою протестанткою. Членами ЖKKK ставали жінки як з сільської, так і з міської місцевості.
Мері Елізабет Тайлер була фахівцем зі зв'язків з громадськістю з Атланти, яка разом з Едвардом Янгом Кларком заснувала Південну асоціацію реклами. Їхня організація допомогла перетворити спочатку другий Ку-клукс-клан на організацію з масовим членством і ширшим соціальним порядком денним. Елізабет Тайлер якось заявила: "Жіноча організація буде нарівні з чоловічою. Ми плануємо, що всі жінки, які приєднаються до нас, матимуть рівні права з чоловіками". Однак вона також зазначила, що "жіночий відділ ... не буде в жодному разі залежним допоміжним підрозділом Ку-клукс-клану. Це буде окрема організація... пов'язана з материнською організацією".

### Треття Хвиля
Жінки відігравали незначну роль під час третьої хвилі, яка припала на кінець 1960-х - початок 1970-х років. Членами ККК були переважно чоловіки, які жили в сільській місцевості на Півдні і не мали ні формальної освіти, ні грошей. Значна частина їхнього насильства була спрямована проти афроамериканців. Жінки більше не відігравали помітної ролі, оскільки вони були інтегровані в Ку-клукс-клан.

### Хвиля Сучасності
Четверта, "сучасна" хвиля виникла наприкінці 1980-х років. Жінки, які були повноправними членами Клану, могли виступати в ролі лідерів і походили з різних соціальних та економічних класів. Сучасна хвиля підживлювалася насамперед економічними, расовими та релігійними мотивами.
Під час хвилі 1920-х років активізм був найсильнішим завдяки зусиллям жінок, які виборювали право голосу. Багато членів організації були родичами кланів. Деякі жінки вступали до ЖККК всупереч бажанню своїх чоловіків, які вважали, що їхні партнери виконують "подружній обов'язок" і намагаються посилити свою політичну владу. Жінки також вступали в організацію, щоб захистити свої білі протестантські права, які вони вважали порушеними втручанням виборців-іммігрантів та афроамериканців. ЖKKK наймала "лекторів, організаторів і вербувальників для створення нових місцевих відділень", де ККК досягла особливого успіху. Деякі оголошення зверталися до жінок із проханням про допомогу у відновленні Америки.
Багато жінок приєдналися до ЖККК, бо вважали своїм обов'язком захистити свою країну від загроз, які їй становили меншини, до яких, на їхню думку, належали афроамериканці та іммігранти. Ці жінки не лише хотіли відповідати традиційним сімейним ролям дружин, матерів, сестер і дочок, але й допомагати білому супрематичному рухові. Деякі чоловіки також шукали спосіб залучити своїх дружин до цього руху і сприяли створенню жіночого Ку-клукс-клану.
Для просування своїх переконань жінки використовували брошури з інформацією про ЖККК, які слугували інструментом вербування. Наразі ці брошури використовуються як дослідницькі інструменти, щоб зазирнути у свідомість жінок Клану, оскільки існує дуже мало інформації про тих, хто долучився до нього, через проблеми безпеки всередині групи.
Сьогодні жінок залучають до роботи набагато менше, ніж колись. Чоловіки утримують найвищу владу, сильно обмежуючи права сучасних жінок у політиці та пропаганді.

## Діяльність

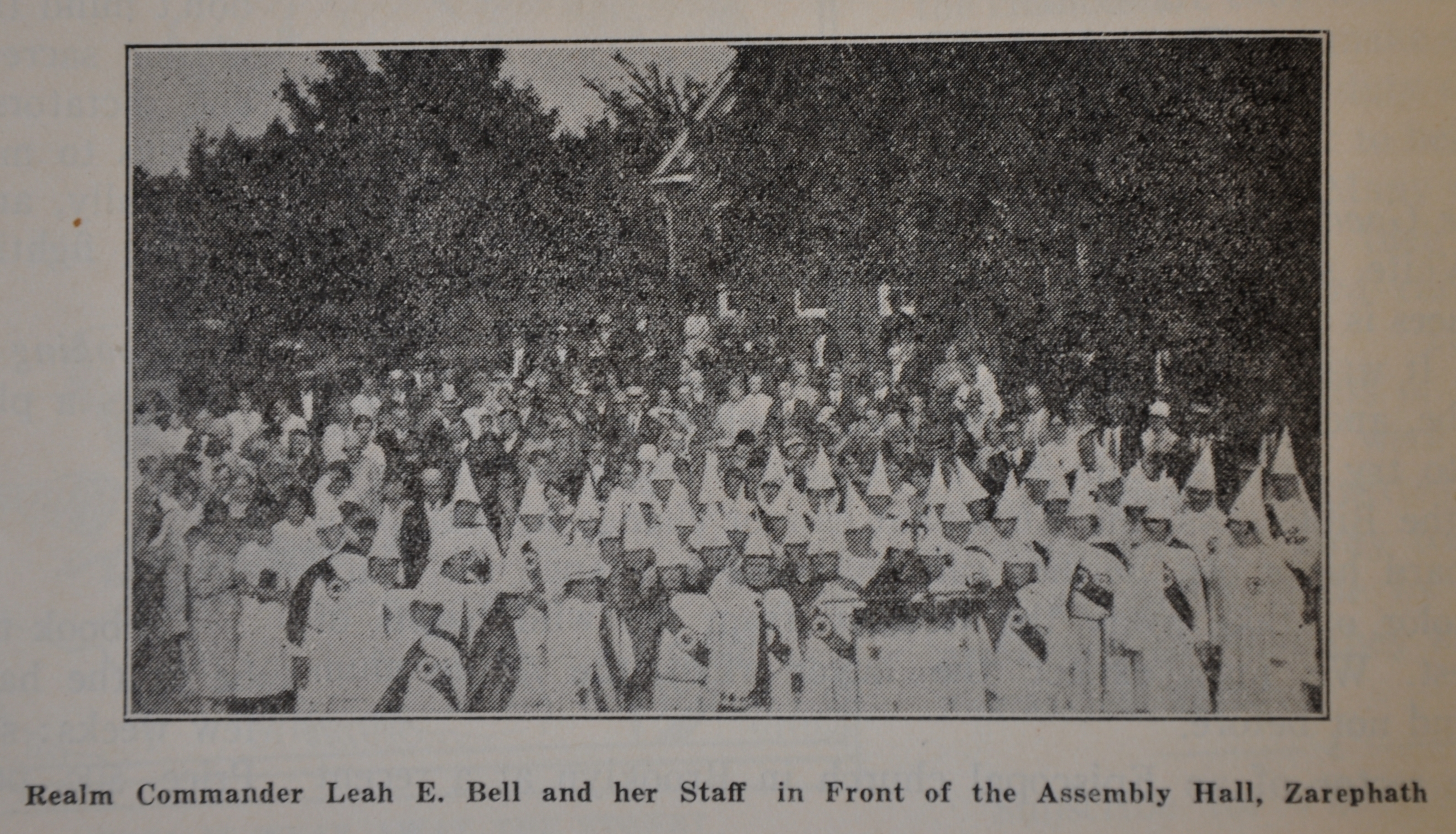
Жінки кланів збираються 31 серпня 1929 року перед залою Асамблеї в Зарефаті, штат Нью-Джерсі, на "Патріотичний день" під час щорічних табірних зборів церкви "Вогняний стовп".

На відміну від ККК, кланові жінки зазвичай працювали над зміцненням організації, "вели політичні атаки на бізнес, що не належав до Клану", а також працювали над зміцненням бази Клану. Вони організовували мітинги, фестивалі та одноденні ритуальні карнавали, які включали в себе парад через місто, спалення хрестів, а також серію лекцій та промов. Вони проводили бойкоти проти власників антикланових магазинів. Жінки Клану брали участь у низці обрядів переходу, таких як весільні церемонії, хрестини та похоронні служби Клану. Жінки Клану також працювали над реформуванням державних шкіл, поширюючи Біблії в школах, домагаючись звільнення католицьких вчителів і балотуючись на посади в шкільних радах. Намагаючись впливати на політику, жінки Клану лобіювали інтереси виборців і поширювали негативну інформацію про кандидатів, які не були членами Клану.

## Конфлікт серед членів Клану
Під час другої хвилі чоловіки та жінки мали схожі цілі, але часто стикалися з конфліктами щодо розподілу внесків. Кілька ситуацій, пов'язаних із фінансовими зловживаннями та незаконними діями, були доведені до суду в Арканзасі, Мічигані та Пенсильванії. У 1920-х роках багато чоловіків не погоджувалися з допуском жінок до членства в Клані, оскільки вважали, що це суперечить віруванням Клану. Членам Клану також не подобалися насмішки, які вони отримували від не-членів Клану за те, що дозволили жінкам мати голос у політиці і вивели їх за межі дому, де, на їхню думку, жінки мали б бути.
Під час другої хвилі діяльності Ку-клукс-клану виник конфлікт, коли Еліс Б. Клауд з Далласа, штат Техас, разом з двома іншими членами Клану подала позов проти голови Ку-клукс-клану Роббі Гілла Комера та її чоловіка, стверджуючи, що вони брали кошти від Ку-клукс-клану і використовували їх для особистих потреб. Вивчивши фінансову документацію WKKK, суд встановив, що вони розтратили майже 70 000 доларів США на непотрібний ремонт штаб-квартири WKKK, а також на особисті потреби.  Жінки почали виходити з ВККК і створювати власні організації через проблеми всередині Клану, конкуренцію між лідерами та фінансову корупцію. Жінки також були стурбовані зростаючою участю чоловіків Клану в актах насильства, і це стало причиною їхнього виходу з Клану.
Конфлікт виник під час сучасної хвилі щодо гендерної рівності, оскільки Клан дотримується правил "морального консерватизму", таких як невіра в розлучення і наполягання на тому, що чоловічий авторитет повинен існувати як у політиці, так і в сім'ї. Багато жінок у сучасному Клані не хочуть, щоб їхні доньки були його частиною, оскільки вважають, що жінок не поважають.

## Читати далі
- Blee, Kathleen M. (1991). Women of the Klan. Berkeley, CA: University of California Press. ISBN 0-520-07876-4.
- Blee, Kathleen (1991). Women in the 1920s' Ku Klux Klan Movement. Feminist Studies. 17 (1): 57—77. doi:10.2307/3178170. JSTOR 3178170.
- Blee, Kathleen (2002). The Gendered Organization of Hate: Women in the U.S. Ku Klux Klan. У Bacchetta, P. & Margaret Power (ред.). Right-Wing Women. New York: Routledge. с. 101—114. ISBN 0-415-92777-3.
- Feldman, Glen (2003). Keepers of the Hearth: Women, the Klan, and Traditional Family Values. У Clayton, B. & John Salmond (ред.). Lives Full of Struggle and Triumph. Gainesville: University Press of Florida. с. 150–180. ISBN 978-0-8130-2675-6.
- Hodes, Martha (Jan 1993). The Sexualization of Reconstruction Politics (PDF). Journal of the History of Sexuality. 3 (3): 402—417. JSTOR 3704014. Архів оригіналу (PDF) за 6 грудня 2014. Процитовано 15 лютого 2013.